# Firestone XR-14
El Firestone XR-14 fue un propuesto helicóptero ligero estadounidense de los años 40 del siglo XX, diseñado por la Firestone Aircraft Company para operar como helicóptero de enlace y observación para las Fuerzas Aéreas del Ejército de los Estados Unidos (USAAF). Debido a cambios en los requerimientos, no se construyeron ejemplares del modelo.

## Diseño y desarrollo
Tres helicópteros Firestone Model GA-50 fueron ordenados por las Fuerzas Aéreas del Ejército de los Estados Unidos para su evaluación en las tareas de enlace y observación, compitiendo contra el Bell XR-15 por un contrato de producción. Derivado del helicóptero Model GA-45 (XR-9), el XR-14 estaba destinado a ser una aeronave de cuatro asientos, propulsada por un motor bóxer Continental A100 de cuatro cilindros; de forma poco convencional, el XR-14 iba a estar equipado con dos rotores de cola. Sin embargo, antes de que ninguna aeronave fuese convertida, el Ejército canceló el contrato; aunque Firestone intentó comercializar el GA-50 en el mercado civil, no hubo interés y el proyecto fue abandonado.

## Variantes
GA-50
Designación interna de la compañía.
XR-14
Designación dada por las USAAF al GA-50.

## Aeronaves relacionadas

### Secuencias de designación
- Secuencia R-_ (Alas Rotatorias del USAAC/USAAF, 1941-1948): ← R-11 - R-12 - R-13 - R-14 - R-15 - R-16